# بلدة تشيري فالي (ميشيغان)
تشيري فالي (بالإنجليزية: Cherry Valley Township, Michigan)‏ هي بلدة تقع بولاية ميشيغان في الولايات المتحدة. تبلغ مساحتها 92.2 (كم²)، وترتفع عن سطح البحر 264 م، بلغ عدد سكانها 368 نسمة في عام تعداد الولايات المتحدة 2000 حسب إحصاء مكتب تعداد الولايات المتحدة وتصل الكثافة السكانية فيها 4 نسمة/كم2.

## وصلات خارجية
- The US50 - Cities and Towns in Michigan State
- Michigan Cities and Towns, Facts, Map, Flag, Colleges, Government, and More